# Râul Surinam
Surinam este un râu în statul omonim. Izvorăște din Podișul Guyanelor, în zona de contact dintre munții Eilerts de Haan și Wilhelmina. Are o lungime de 480 km. Pe traseul său există numeroase cascade și au fost amenajate mai multe lacuri de baraj, printre care și Lacul Brokopondo. Navigabil. Printre afluenți se numără și Râul Commewijne. Se varsă în Oceanul Atlantic printr-un estuar situat la NE de Paramaribo.